# Вознесенский, Константин Фёдорович

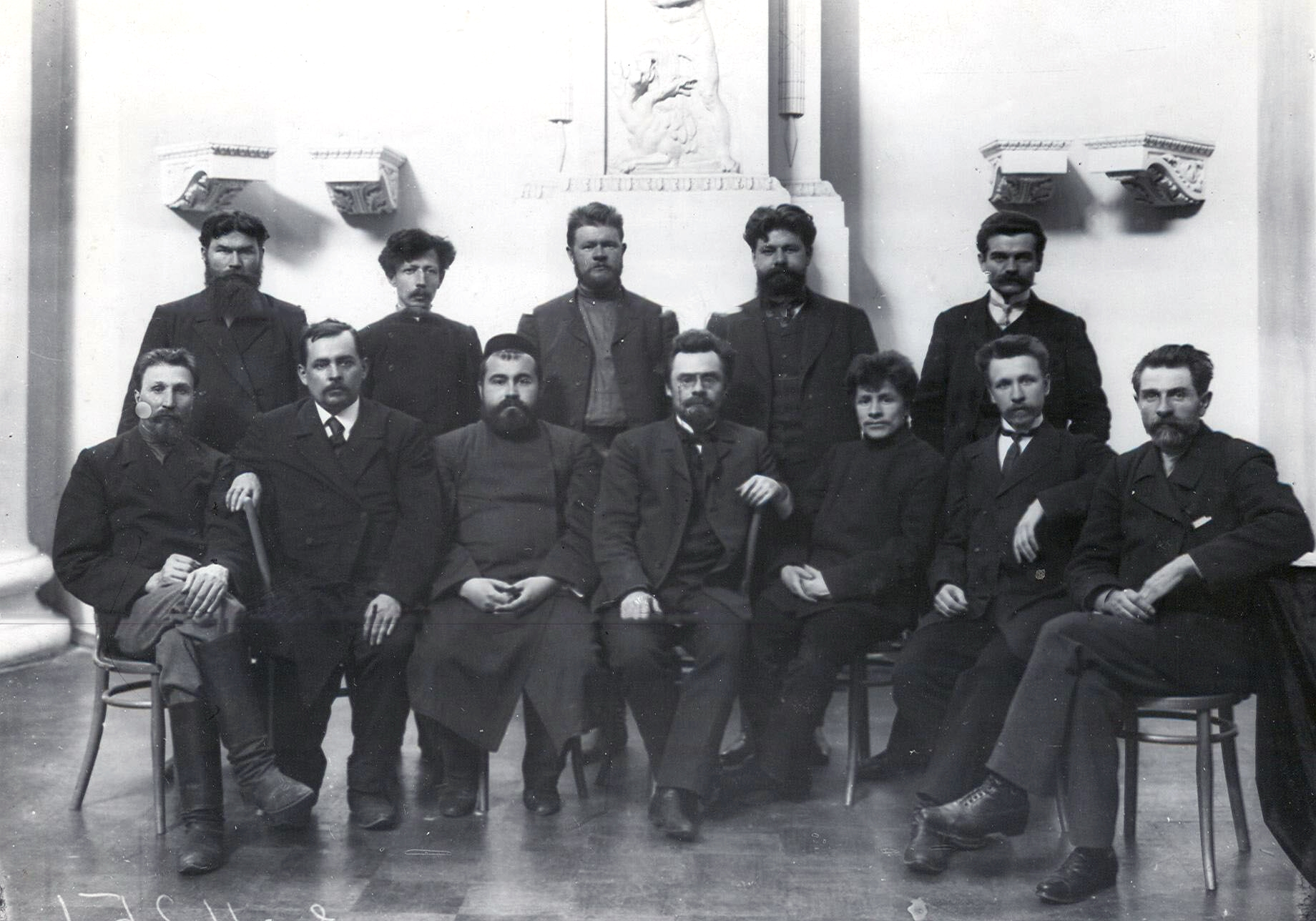
Депутаты Государственной Думы II созыва от Самарской губернии. Сидят: И. Д. Сухоруков, А. П. Клинг,, М.-Х. М. Атласов, В. Г. Архангельский, К. Ф. Вознесенский, М. Г. Немальцев, К. А. Рубан; стоят: Я. Ф. Вьюшков, В. М. Стрелков, В. С. Абрамов, П. Н. Попов, Н. В. Комар.

Константин Фёдорович Вознесенский (1879 — 1962?) — земский учитель, депутат Государственной думы Российской империи II созыва от Самарской губернии.

## Биография
Родился в семье чиновника. Имел среднее образование. Служил земским учителем и заведующим Новоузенского музея школьных наглядных пособий. В Самарской губернии был известен как талантливый оратор. Состоял в  Партии народных социалистов, был её активным членом.
7 февраля 1907 года избран в Государственную думу II созыва от общего состава выборщиков Самарского губернского избирательного собрания. Вошёл в состав Народно-социалистической фракции. Состоял в думской финансовой комиссии, продовольственной комиссии и комиссии по народному образованию. Выступая по вопросу о законопроекте Министерства народного просвещения, резко критиковал его за неконкретность и демагогичность, назвал его «простым перечнем прекрасных слов лучших людей 40 — 60 годов». В этом выступлении Вознесенский осудил правительственную политику преследования демократически настроенных, мыслящих учителей, раскрыл тяжелое положение с постановкой народного образования в Самарской губернии.
После роспуска думы 3 июня того же года продолжил политическую деятельность.
21—23 июня 1917 года участвовал в работе  1-го съезда Народно-социалистической партии и 6-го съезда Трудовой группы, образовавших единую партию Трудовую Народно-социалистическую Партию (ТНСП), в Петрограде. На нём избран в ЦК ТНСП от Народно-социалистической партии. Однако в других источниках сообщалось, что 3 (16) июня — 24 июня (7 июля) 1917 года на Первом Всероссийском съезде Советов рабочих и солдатских депутатов в Петрограде был избран кандидатом во ВЦИК от фракции социал-демократов меньшевиков.
Детали дальнейшей судьбы и точная дата смерти неизвестны.
По воспоминаниям родственников после войны К. Ф. Вознесенский оказался в Москве и преподавал в школе географию. Умер в начале 1960-х годов, не оставив потомства.

### Рекомендуемые источники
- Морозов К. Н. Трудовая народно-социалистическая партия: документы и материалы. М.: РОССПЭН, 2003. 622 с.

### Архивы
- Российский государственный исторический архив. Фонд 1278. Опись 1 (2-й созыв). Дело 80; Дело 584. Лист 30.
- Государственный архив Саратовской области 1.1.8352 Сведения о политической неблагонадежности жителей Саратовской губернии . 1909 4 июня 1909 – 9 ноября 1909. На 185 листах